# Observatorio de la Costa Azul

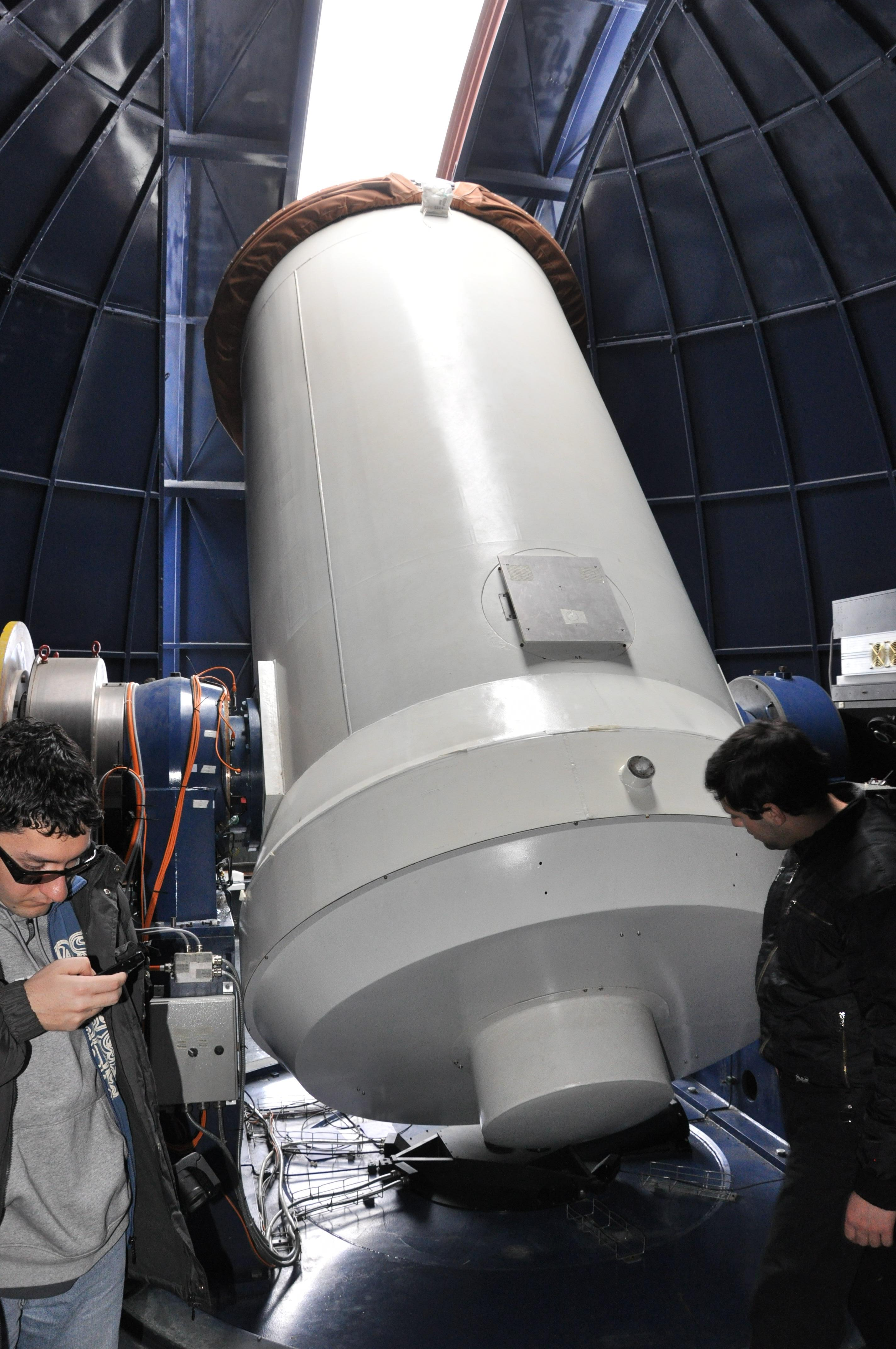
Un telescopio del observatorio

El Observatorio de la Costa Azul (OCA) es un Observatorio de las Ciencias del Universo (OSU) y una institución administrativa pública (EPA). Dotada de una autonomía administrativa y financiera, la OCA reúne y pilotea las actividades de investigación en Ciencias de la Tierra y el Universo de la región de la Riviera que se llevan a cabo en tres unidades de investigación multiruta (UNS, CNRS, IRD, OCA). ): Artemis, Geoazur y Lagrange. El observatorio de la Côte d'Azur está instalado en cuatro sitios: la meseta de Calern, el monte Gros donde se encuentra la sede (sitio histórico del Observatorio de la Côte d'Azur), el campus de Valrose en Niza y El sitio de Géoazur en el tecnopolo Sophia Antipolis. El observatorio está actualmente dirigido por Thierry Lanz.
El Observatorio de la Costa Azul (en francés OCA de Côte d'Azur Observatorio) es un observatorio astrónómico que se creó en 1988 con la fusión de dos observatorios ya existentes:
- Observatorio de Niza
- Observatorio Astronómico de Calern